# Peter Meyn
Peter Meyn (* 8. April 1749 in Kopenhagen, Dänemark; † 11. April 1808 ebenda) war dänischer Hofarchitekt und Stadtbaumeister von Kopenhagen.

## Familie
Er war der Sohn des Schneidermeisters Anton (Anthoni) Christian Meyn und der Helene Klefts. Meyn heiratete in erster Ehe am 14. März 1783 in Maribo (Insel Lolland) Mette Marie Jensen (* 24. August 1763 in Maribo; † 23. September 1785 in Kopenhagen), die Tochter des Kaufmanns und Reeders Peder Jensen und der Anna Marie Reimer. Sein Sohn aus erster Ehe, Christian Meyn (1785–1826), wurde ebenfalls Architekt. In zweiter Ehe heiratete Meyn am 3. Juli 1786 in Kopenhagen Charlotte Amalie Avemann (* 14. Februar 1763 in Kopenhagen; † 13. März 1830 ebenda), die Tochter des Johan Vilhelm Avemann und der Charlotte Amalie Svendsen.

## Leben
Meyn studierte u. a. bei Caspar Frederik Harsdorff. Nach Abschluss seiner Ausbildung an der Königlich Dänischen Kunstakademie Kopenhagen begann er 1768 mit ersten Bauten. In den Jahren von 1777 bis 1779 machte er eine Studienreise durch Frankreich, anschließend hielt er sich von 1779 bis 1782 in Italien auf. 1783 war er in Norwegen.
1783 wurde er Professor für Bauwesen an der Königlich Dänischen Kunstakademie in Kopenhagen, deren Direktor er von 1797 bis 1799 auch war. Von 1785 bis 1789 war er der Lehrer von Axel Bundsen (1768–1832).
Zur selben Zeit (1785–1787) arbeitete Meyn am Bau der „Kongelige Kirurgiske Akademi“, der „Königlichen Chirurgischen Akademie“, im Kopenhagener Stadtteil Frederikstaden. Heute befindet sich das Medizinhistorische Museum der Universität Kopenhagen in diesem Gebäude.
1789 wurde Meyn zum dänischen Hofbaumeister ernannt, später war er Stadtbaumeister von Kopenhagen.
Nach 1800 hielt er sich noch einmal in Norwegen auf, speziell in Bergen nach dem großen Brand. Im Jahr 1806, zwei Jahre vor seinem Tod, schloss er seinen letzten Bauauftrag ab.